# Cremastus flavopictus
Cremastus flavopictus är en stekelart som beskrevs av Dasch 1979. Cremastus flavopictus ingår i släktet Cremastus och familjen brokparasitsteklar. Inga underarter finns listade i Catalogue of Life.